# Dolicholobium
Dolicholobium là một chi thực vật có hoa trong họ Thiến thảo (Rubiaceae).

## Loài
Chi Dolicholobium gồm các loài: